# Афрод польовий
Афрод польовий (Aphrodes bicinctus) — вид комах родини Cicadellidae. Вид зареєстрований у Європі, Азії та Північній Америці.